# 5424-es mellékút (Magyarország)
Az 5424-es mellékút egy rövid, kevesebb, mint három kilométeres hosszúságú, négy számjegyű mellékút Csongrád-Csanád vármegye területén; tulajdonképpen Szatymaz egyik belső útja, mivel a település központját köti össze a megyeszékhely, Szeged irányában – vagyis dél felé – az 5-ös főúttal.

## Nyomvonala
Szatymaz központjában indul, a 4525-ös útból kiágazva, annak nagyjából a 6+250-es kilométerszelvényénél, dél-délkeleti irányban. Kezdőpontjától alig száz méterre nyugatra ér véget a Balástya nyugati külterületeitől Szatymazig vezető 5423-as út, így jóformán a folytatásának is tekinthető; ugyancsak néhány lépéssel elérhető a kiindulási pontjától a Cegléd–Szeged-vasútvonalon működő Szatymaz vasútállomás térségének déli széle is.
Szegedi utca néven húzódik a település belterületének délkeleti széléig, amit nagyjából 500 méter megtételét követően ér el, Az első kilométerét elhagyva egy kicsit nyugatabbnak fordul, de néhány száz méteren belül visszatér az addigi irányához; ugyanott kiágazik belőle, egy deltacsomópontban az 54 323-as számú mellékút, amely a vasút Jánosszállás megállóhelyét szolgálja ki, majd  tovább folytatódik, egészen az 5425-ös útig. Az 5424-es egy darabig Jánosszállás nevű kertes községrész déli határa mentén, majd külterületen folytatódik, úgy is ér véget, beletorkollva az 5-ös főútba, annak a 158+900-as kilométerszelvénye közelében, Szeged északnyugati határszélétől alig 150 méterre.
Teljes hossza, az országos közutak térképes nyilvántartását szolgáló kira.gov.hu adatbázisa szerint 2,884 kilométer.

## Települések az út mentén
- Szatymaz